# 平成 (いわき市)
平成（へいせい）は、福島県いわき市の町丁である。郵便番号は970-8412。

## 地理
いわき市中央部の平地区に属し、地区内西部に位置する。北東で内郷小島町、東で明治団地、南で内郷小島町（飛地）、西から北にかけ内郷御厩町とそれぞれ隣接する。平市街地南部の丘陵部にて、市内で比較的早期に宅地造成された明治団地の西隣に新たに福島県勤労者住宅生活協同組合によって開発された平成ニュータウンの造成に伴い旧来の大字より分離新設された。市街地戸のアクセス路でもある市道平成ニュータウン1号線が南北に縦断し、東側が一丁目、西側が二丁目である。内郷御厩町に所在するいわき中央警察署及び平字正内町に所在する平消防署がそれぞれ管轄にあたる。

## 歴史
- 1998年 - 平成ニュータウンの造成に伴い平上荒川、内郷小島町、内郷御厩町から分離され新設される[4]。

## 世帯数と人口
2023年10月31日現在の世帯数と人口は以下の通りである。
| 大字 | 世帯数  | 人口  |
| ---- | ------- | ----- |
| 平成 | 319世帯 | 920人 |

## 小・中学校の学区
市立小・中学校に通う場合、学区は以下の通りとなる。
| 番地 | 小学校                 | 中学校                 |
| ---- | ---------------------- | ---------------------- |
| 全域 | いわき市立平第五小学校 | いわき市立平第三中学校 |

## 交通

### 道路
- いわき市道平成ニュータウン1号線（メインとなるアクセス路）

## 施設
- 平成1号公園